# I Loved You
I Loved You este un cântec al DJ-ului român DJ Sava în colaborare cu cântăreața de origine moldovenească Irina Rimes. Melodia a fost creată de Sava alături de Rimes, Lu-K Beats, Alex Cotoi și Florin Buzea. Piesa a beneficiat de un videoclip lansat pe 9 septembrie 2016.

## Clasamente
| Țară (clasament)    | Poziția maximă | Referință |
| ------------------- | -------------- | --------- |
| Airplay Top 100     | 24             | [ 1 ]     |
| MediaForest (TV)    | 8              | [ 2 ]     |
| MediaForest (anual) | 63             | [ 3 ]     |